# Tengchongite
La tengchongite è un minerale.